# Sula (Mesen)
Die Sula (russisch Сула) ist ein 221 km langer rechter Nebenfluss der Mesen in der Oblast Archangelsk in Nordwestrussland.
Die Sula entspringt an der Westflanke des Timanrückens. Sie fließt in überwiegend südwestlicher Richtung zur Mesen. Sie hat ein Einzugsgebiet von 2210 km². Die Sula führt während der Schneeschmelze im Mai und Juni einen Großteil der jährlichen Wassermenge ab. Am Pegel Nischni Sulskoje, 79 km oberhalb der Mündung, beträgt der mittlere Abfluss 13,8 m³/s.